# 1295 Дефлотта
1295 Дефлотта (1295 Deflotte) — астероїд головного поясу, відкритий 25 листопада 1933 року.
Тіссеранів параметр щодо Юпітера — 3,135.